# Tabidia marmarodes
Tabidia marmarodes là một loài bướm đêm trong họ Crambidae.